# Мазур Анна Миколаївна
Анна Миколаївна Мазур (до шлюбу Ростова; нар. 17 грудня 1950, с. Богданівка, Знам'янського району Кіровоградської обл.) — українська радянська волейболістка, гравчиня збірної СРСР (1971—1976). Срібна призерка Олімпійських ігор 1976, дворазова чемпіонка Європи. Нападниця. Майстер спорту СРСР міжнародного класу (1971).

## Життєпис
1968—1981 — виступала за команду «Буревісник» / СКІФ / «Сокіл» (Київ).
- срібна призерка чемпіонату СРСР 1976 у складі збірної ДСТ «Буревісник»)[1];
  - бронзова призерка чемпіонату СРСР 1981 р.;
- чемпіонка (1975) і бронзова призерка (1971) Спартакіад народів СРСР у складі збірної УРСР.

У збірній СРСР в офіційних змаганнях виступала в 1971—1976 роках. Вона у складі збірної:
- срібна призерка Олімпійських ігор 1976;
- дворазова чемпіонка Європи — 1971, 1975.

## Джерело
- Волейбол. Енциклопедія / Упоряд. В. Л. Свиридов, О. С. Чехов. Томськ: Компанія «Янсон» — 2001.